# Leucocelis spectabilis
Leucocelis spectabilis är en skalbaggsart som beskrevs av Ernst Gustav Kraatz 1899. Leucocelis spectabilis ingår i släktet Leucocelis och familjen Cetoniidae. Inga underarter finns listade i Catalogue of Life.